# World Championship Wrestling
La World Championship Wrestling è stata una federazione di wrestling statunitense con sede nella città di Atlanta (Georgia), fondata l'11 ottobre 1988 da Ted Turner e scioltasi il 26 marzo 2001.
Fondata sulle basi della Jim Crockett Promotions, federazione che fece parte del circuito della National Wrestling Alliance dal 1952 al 1988, la World Championship Wrestling nacque quando Ted Turner acquisì la JCP sull'orlo della bancarotta. In seguito alla nomina di Eric Bischoff come produttore esecutivo nel 1995, si rese protagonista di una grossa crescita economica, grazie anche all'ingaggio di Hulk Hogan e alla creazione del New World Order, stable guidata proprio da Hogan. Con la nascita del programma televisivo Monday Nitro scoppiò una guerra per gli ascolti con la World Wrestling Federation, che invece trasmetteva Monday Night Raw;
In seguito alla fusione con la AOL American On Line, che nel giro di qualche anno soffrirà di una profonda crisi finanziaria, la WCW venne ritenuta sacrificabile e quindi venduta dalla Warner Bros., all'inizio del 2001, a Vince McMahon, proprietario dell'allora rivale WWF.

## Storia

### Jim Crockett Promotions (1931–1973)
Nel 1931, Jim Crockett Sr. comincia a organizzare spettacoli di wrestling a Charlotte, Carolina del Nord sotto il marchio di Jim Crockett Promotions (con la compagnia che si formerà ufficialmente nel 1950). Nel 1952, Crockett si unisce al circuito della National Wrestling Alliance nelle regioni della Virginia, del South e del North Carolina. Crockett organizza show di wrestling in queste zone per oltre trentott'anni fino al 1973, anno della sua morte. In seguito, suo figlio Jim Crockett Jr. prende il suo posto.

#### Mid-Atlantic Championship
Guidata dal giovane Crockett e sotto la guida creativa di George Scott, la federazione si allontana dalla lotta in tag team che l'aveva caratterizzata, concentrandosi di più sui match singoli. La JCP comincia a organizzare i suoi taping televisivi in città come Charlotte, Greenville e High Point, nel North Carolina, trasferendosi definitivamente a Railegh, accordo durato fino al 1981, quando cominciano a registrare gli spettacoli da Charlotte (in una stazione di proprietà di Ted Turner). La JCP comincia lentamente ad espandersi cominciando a fare show in Tennessee e in parti della West Virginia. Nel 1980 Crockett viene eletto presidente della NWA, cominciando ad avvalersi di booker come Ole Anderson per bookare sia la JCP che la Georgia Championship Wrestling. Nel 1982, in collaborazione con Ric Flair e Blackjack Mulligan, Crockett avvia una federazione secondaria chiamata Southern Championship Wrestling. Questa federazione durerà meno di un anno, in cui comprenderà wrestler come Blackjack Mulligan, suo figlio Barry Windham, Kevin Sullivan, Wayne Ferris, Terry Taylor e molti altri. Nel corso degli anni ottanta, il territorio NWA comincia a crollare sotto la pressione della World Wrestling Federation di Vince McMahon che sta cominciando a espandersi a livello nazionale. Nel 1983, Crockett crea uno degli eventi più importanti NWA, Starrcade.

#### Unificazione della National Wrestling Alliance
Nel 1985, Crockett viene eletto per la seconda volta presidente della NWA, mossa che ha contribuito a contrastare la WWF dopo la creazione di WrestleMania. Nel 1987, Crockett viene eletto per la terza volta unendo molti territori alla JCP, tra cui la Universal Wrestling Federation di Bill Watts. Nonostante Crockett, possedesse sei territori e fosse presidente della NWA, la JCP e la NWA erano due entità differenti, ma che erano sotto lo stesso marchio. Nonostante ciò, Crockett aveva il pugno di ferro sulle decisioni da prendere sul NWA World Heavyweight Championship, infatti d'ora in poi il titolo sarebbe stato vinto da wrestler nei suoi territori e diversi da Ric Flair. 
La rapida espansione della federazione ha avuto anche notevoli conseguenze finanziarie. La JCP ha aumentato le sue operazioni assorbendo completamente la Universal Wrestling Federation e spostando alcuni dipendenti a Dallas, Texas (con Jim Crockett e Dusty Rhodes a Dallas e David Crockett a Charlotte). Nel 1987, la JCP decide di mandare in onda Starrcade, il suo primo pay-per-view, ma incontra la concorrenza della WWF con la prima edizione di Survivor Series. Non volendo incorrere in una sconfitta, la JCP decide di mandare in onda il pay-per-view una settimana prima, ma la WWF minaccia i produttori televisivi di non concedergli l'esclusiva di Survivor Series e di WrestleMania se avessero mandato in onda Starrcade. Per questo, il primo pay-per-view non sarà un successo, visto le poche emittenti televisive che lo trasmetteranno. Un episodio simile accade nel gennaio 1988, quando la WWF trasmette Royal Rumble e la JCP Bunkhouse Stampede. Per vendetta, Crockett manda l'inaugurale Clash of the Champions in contrapposizione a WrestleMania IV, riuscendo nel suo intento riducendo i buyrate di WrestleMania rispetto a quelli di Survivor Series. Sull'orlo del fallimento, Crockett vende la federazione al magnate televisivo Ted Turner nel novembre 1988.

### World Championship Wrestling (1989–2001)
Dopo l'acquisto della federazione, Turner promette dei cambiamenti. Infatti il 1989 si rivelerà un grande anno, con Ric Flair al top sia come wrestler che come head booker. Flair contribuisce a portare in federazione stelle come Ricky Steamboat e Terry Funk, lottando con loro per la maggior parte dell'anno e portando importanti ricavi economici dalle loro sfide. Inoltre molte giovani stelle come Sid Vicious, Sting, i Road Warriors, Brian Pillman, The Great Muta e Lex Luger vengono impegnate nelle storyline più importanti e in incontri titolati. Nel 1990 Flair viene licenziato dal ruolo di head booker a causa di scelte di booking a suo favore, con il suo posto che verrà preso da Ole Anderson. La WCW comincerà a incorporare gran parte dei trucchi per cui la WWF era famosa. La WCW comincia a diventare sempre più indipendente, separandosi lentamente dalla NWA. Nel gennaio 1991 la separazione diventa ufficiale, con la WCW che crea il WCW World Heavyweight Championship e i WCW World Tag Team Championship come titoli principali. Sia la WCW che la NWA riconoscono Ric Flair come World Champion fino alla metà del 1991, ma il nuovo presidente della WCW Jim Herd, lo licenzia prima di The Great American Bash dopo alcune trattative di rinnovo fallite. Con grande scalpore, Flair decide di passare alla rivale World Wrestling Federation, portandosi dietro la cintura. Ispirandosi a quanto già fatto dalla WWF, nel 1991 la compagnia lancia la propria rivista ufficiale WCW Magazine. Nonostante la presenza di Sting e l'ingaggio di alcuni nomi importanti come quello di Jake Roberts, il prodotto creativo calerà tra il 1991 e il 1992 sotto la guida di Herd e successivamente di Bill Watts. Watts si licenzierà nello stesso anno dopo alcune critiche a lui attribuitegli per delle presunte frasi razziste, con il suo posto che verrà preso da Eric Bischoff.
Nel 1993 Ric Flair torna in federazione riconquistando il NWA World Heavyweight Championship dalle mani di Barry Windham. 
Immediatamente, i membri della NWA gli chiedono di difendere il titolo nei loro territori, come prescritto nei vecchi accordi. La dirigenza WCW decide di far perdere il titolo a Flair contro Rick Rude. Il consiglio d'amministrazione della NWA, contesta il cambio del titolo poiché avvenuto senza il loro consenso, così la WCW lascia definitivamente la NWA tenendo però la cintura. Siccome la WCW non ne aveva diritti, decide di rinominarla WCW International Heavyweight Championship affidando la cintura a Rude e legittimandola come World Championship. Per questo in federazione per un breve periodo ci saranno due cinture mondiali che verranno unificate il 23 giugno 1994 da Ric Flair dopo aver sconfitto Sting.

#### Gestione di Eric Bischoff
All'inizio del 1993 la federazione comincia un periodo di ripresa quando l'ex commentatore Eric Bischoff viene nominato Executive Vice President WCW. Bischoff originariamente era il color commentator al fianco di Jim Ross, ma colpirà Ted Turner con le sue esperienze di business e la sua voglia di dare una nuova svolta. Ross, sconvolto da questa decisione poiché Bischoff era il suo assistente, chiede e ottiene la rescissione del contratto, passando alla World Wrestling Federation. Il primo anno di Bischoff è stato abbastanza soddisfacente, coadiuvato da Dusty Rhodes e Ole Anderson, sotto l'occhio vigile della dirigenza, presenta storyline quasi cartoonesce e prive di senso. Nel maggio 1993 comincia i Disney Tapings, mossa che sarebbe diventata una delle loro più grandi preoccupazioni. Al fine di risparmiare denaro, la federazione affitta un monolocale situato a Orlando, Florida cominciando a registrare mesi di programmazione televisiva prima che fosse mandata in onda. I wrestler infatti erano spesso costretti ad apparire con delle cinture che sarebbero poi state vinte nei mesi successivi, esponendo le maggiori storyline mesi prima. I tapings portano confusione anche nella tag team division poiché rivelano che Arn Anderson e Paul Roma avrebbero vinto i WCW World Tag Team Championship dalle mani degli Hollywood Blonds (Steve Austin e Brian Pillman). Anderson e Roma vinceranno i titoli a Clash of the Champions XXIV, con i Blonds che verranno splittati. L'evento vede la reputazione della WCW affossata ancora di più durante il talk show di Ric Flair chiamato "A Flair for the Gold". L'angle prevedeva il debutto di un nuovo wrestler, The Shockmaster, che avrebbe dovuto sfondare il muro e avrebbe spaventato gli heel. Invece, Shockmaster sfondando il muro cade a terra in diretta televisiva, rendendosi involontariamente un personaggio comico. Verso la fine del 1993, la WCW per rimediare decide di puntare nuovamente su Flair dopo che il nuovo top babyface Sid Vicious viene licenziato dopo un incidente avvenuto in Inghilterra con Arn Anderson. Flair metterà la sua carriera in pericolo contro Big Van Vader, ma riuscirà a vincere il WCW World Heavyweight Championship a Starrcade, venendo inoltre riassunto come booker. Nonostante ciò la WCW ha subito un brutto colpo finanziario perdendo nel 1993 oltre 23 milioni di dollari.

#### Competizione con la WWE, creazione diNitroe guerra di ascolti
Cominciando dal 1994, Bischoff dichiara guerra aperta alla WWF assumendo stelle ex WWF come Hulk Hogan e Randy Savage. Utilizzando le risorse finanziarie di Turner, Bischoff li assume con la speranza che siccome siano già star affermate possano far salire anche la reputazione della compagnia. Sfruttando la loro influenza, Hogan e Savage chiedono però contratti multimilionari, multinazionali e con la gestione creativa del proprio personaggio. Questo sarebbe diventato poi un problema negli anni a venire poiché altri lottatori firmeranno gli stessi tipi di contratti mandando la WCW fuori controllo. Bischoff non considera anche il parere dei fan che li seguivano da tanti anni e che vedono la WCW come una valida alternativa alla WWF che basava il loro prodotto su storyline e personaggi cartooneschi. In molti fan vedono la firma di questi ex WWE come un tentativo di copiare il prodotto della federazione rivale invece di mantenere il proprio. Al debutto di Hogan in WCW avvenuto a Bash at the Beach 1994, questi conquista il WCW World Heavyweight Championship sconfiggendo Ric Flair. L'evento viene acquistato molto di più rispetto ai precedenti per il fatto che lo scontro tra Flair e Hogan attira molta attenzione mediatica e molto hype, rimandato alcuni anni prima per il loro piccolo scontro in WWE. Nonostante il successo mediatico e finanziario, il loro feud porta solamente ad un altro evento in pay-per-view, con la speranza di aumenti di buyrate e di rating che non si concretizzano. A metà 1995, Bischoff viene chiamato da Ted Turner che gli chiede come si possa battere la concorrenza della WWE. Bischoff risponde che ci sarebbe voluta una copertura televisiva ampia e contrapposta allo show di punta della WWE, Monday Night Raw. Turner gli garantisce la copertura sull'emittente TNT, concedendogli un'ora di show il lunedì sera.

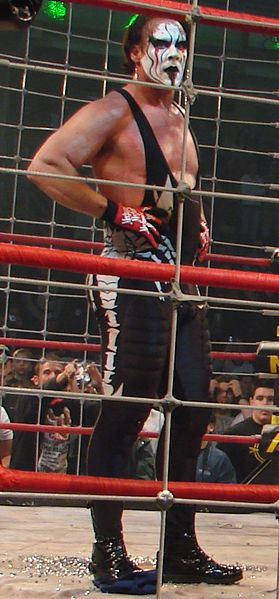
Sting, una delle maggiori stelle WCW

Questo porterà alla creazione di Monday Nitro, che debutta il 4 settembre 1995. Bischoff ne sarà inizialmente il conduttore, insieme a Bobby "The Brain" Heenan e Steve McMichael. La prima puntata vedrà il ritorno dopo oltre due anni di Lex Luger, che sarà molto importante per la federazione. Infatti i fan rimangono stupiti poiché uno show in diretta porta più emozioni e poiché Luger era apparso appena una settimana prima a SummerSlam, diventando una delle star delle federazioni. La guerra fra Nitro e Raw era ufficialmente cominciata. Siccome Raw era registrato, Nitro comincia a rivelare i risultati degli show della concorrenza prima che vengano mandati in onda. Bischoff fa un altro colpo basso alla WWF durante la puntata di Nitro del 18 dicembre 1995 quando la WWF Women's Champion in carica Debra Miceli appare in diretta con la cintura buttandola in un bidone della spazzatura. La WWF risponde con la creazione di alcune scenette chiamate "Billionaire Ted" in cui si prendevano in giro Ted Turner, Hulk Hogan, Randy Savage e "Mean Gene" Okerlund. Queste scenette faranno arrabbiare Turner che si impegnerà ancora di più per contrastarli. La ruota comincia a girare verso la WCW quando durante una puntata di Nitro del 1996 Scott Hall, conosciuto in WWF come Razor Ramon, sale sul ring dicendo che lui e i suoi collaboratori stanno per prendere il sopravvento sfidando i migliori wrestler della WCW. In molti credono che i suoi collaboratori fossero Bret Hart e Shawn Michaels, entrambi in WWF. Uno dei suoi collaboratori si rivelerà l'ex WWF Champion Kevin Nash, conosciuto in WWF come Diesel, con cui formerà gli "Outsiders". I due cominciano a disturbare diversi lottatori, a camminare in mezzo al pubblico e ad annunciare la comparsa di un terzo membro. A Bash at the Beach 1996, gli Outsiders sono impegnati in un match assieme al loro compagno misterioso contro Sting, Lex Luger e Randy Savage. Prima dell'inizio del match i due dicono che per ora non serve l'aiuto del partner misterioso, con il match trasformato in un Handicap Match. Durante la contesa, Luger s'infortuna e abbandona il match. Nash e Hall prendono il comando del match fin quando Hulk Hogan non si presenta sullo stage. Dopo un attimo di esitazione, Hogan attacca Savage rivelandosi l'ultimo componente degli Outsiders. Dopo il match Hogan spiegherà il suo turn dicendo che era stanco dei fan e che i tre formeranno una stable in WCW chiamata "New World Order" (nWo).
La WWF tenta di fare causa alla WCW, sostenendo che secondo la storyline il nWo implicava l'attacco di Hall e Nash comandato da Vince McMahon e che il comportamento di Hall è molto simile a quello di Razor Ramon, character di proprietà della WWF. La causa si trascinerà per diversi anni e verrà vinta dalla WCW. Il nWo si sarebbe dimostrato utile durante le prime fasi della guerra di ratings. Infatti Nitro sconfiggerà nella guerra di ascolti Raw per ben 84 settimane. Durante questo periodo, ogni tanto la WCW rivelava i risultati di Raw all'inizio della trasmissione. Secondo Bischoff infatti, i fan sapendone i risultati avrebbero seguito Nitro invece di Raw. Nel 1997 la WCW vede il suo massimo splendore. Il nWo comincia un feud con i rinati Four Horsemen, con il ritorno di Sting con una nuova gimmick molto più cupa, un facepaint bianco e nero, basato sul personaggio di The Crow. Questi si sarebbe intravisto nelle arene sul tetto dell'arena mentre osservava il feud fra le due fazioni, aiutando di tanto in tanto la fazione dei wrestler WCW. Tutto ciò porta ad un match disputatosi a Starrcade tra Hulk Hogan e Sting per il WCW World Heavyweight Championship che vede il più grande buyrate nella storia della WCW, con Bischoff che verrà lodato per questo feud che durerà per circa quindici mesi.

#### Inizio del declino
Dopo la firma di Bret Hart, la WCW sembrava dovesse eclissare la WWF mettendola fuori dal business. Infatti la federazione di Atlanta possedeva stelle come Hulk Hogan, Randy Savage, Ric Flair, Sting, Hart, Scott Hall e Kevin Nash. Inoltre poteva contare su un buon midcarding costituito da wrestler come Chris Jericho, Eddie Guerrero, Chris Benoit e Raven e da un'ottima divisione Cruiserweight. Tuttavia, le cose non sono andate come la WCW aveva programmato. Turner cerca di capitalizzare il miglior momento della sua federazione per dar vita a un nuovo show chiamato WCW Thunder sull'emittente TBS nel gennaio 1998. L'opinione è che lo Screwjob di Montréal e la firma di Hart avrebbero portato molti fan dalla WWF alla WCW. Secondo Vince McMahon, Hart era l'uomo su cui far girare la federazione mentre in WCW Hart venne trattato più come midcarder. La WCW lo mette sotto contratto con la speranza di aumentare le vendite in Canada, Germania e Regno Unito, ma tutto ciò fu un fallimento. Dal suo canto, McMahon riorganizza il suo creative team mettendo in scena storyline e la creazione della cosiddetta "Attitude Era" che lo metterà per sempre davanti alla WCW con l'ascesa di wrestler come Steve Austin, The Rock, Triple H e la sua D-Generation X, Kane e Mankind. Inoltre McMahon sfrutta l'odio dei fan verso di lui per lo Screwjob di Montréal per creare il personaggio di "Mr. McMahon", boss cinico che feuda con i top face della compagnia. Il 13 aprile 1998, Nitro per la prima volta dopo 84 settimane consecutive perde lo scontro con Raw. La WCW cerca di contrastare Raw con la divisione del nWo. La fazione si divide in nWo Hollywood guidato da Hogan e in nWo Wolfpac guidato da Nash, ma i fan non si appassioneranno vista la somiglianza con il feud fra nWo e WCW. Altro tentativo per rialzare i ratings fu quello di promuovere un ex giocatore NFL, Bill Goldberg, come un mostro invincibile con una winning streak impressionante. Tuttavia ciò non basta poiché la qualità dei pay-per-view si abbassa e Goldberg comincia a distruggere le top star della compagnia.
Una delle ultime vittorie della WCW nella Monday Night War si ha il 6 luglio 1998, con la puntata che vede la vittoria del WCW World Heavyweight Championship da parte di Goldberg contro Hogan. Nel settembre dello stesso anno Kevin Nash diventa l'head booker della federazione sfruttando il suo potere per promuoversi da solo. Infatti Nash terminerà la streak di Goldberg e conquisterà il WCW World Heavyweight Championship un mese dopo a Starrcade. Questo sarà un altro fattore del declino, poiché secondo molti Nash non era meritevole di distruggere la streak. Inizialmente doveva esserci la rivincita tra Goldberg e Nash nel gennaio 1999, ma Goldberg verrà sostituito da Hogan poiché viene arrestato per stalking ai danni di Miss Elizabeth. L'incontro termina a favore di Hogan che conquista il WCW World Heavyweight Championship. Dopo il match Goldberg interverrà ma verrà attaccato da Lex Luger e Scott Hall.

#### Accelerazione del declino
La WCW comincia un periodo di crisi creativa e di perdite economiche, dovuto a molte cause. Una di queste fu l'utilizzo in match in pay-per-view di celebrità come Dennis Rodman, Karl Malone e Jay Leno. Inoltre le star della federazione non avevano voglia di lottare ad alti livelli visti i contratti multiannali e milionari. Wrestler come Chris Jericho, Chris Benoit, Dean Malenko, Billy Kidman, Eddie Guerrero, Raven, Booker T, Mike Awesome e Rey Mysterio Jr. non avranno mai possibilità di lottare nel main event. La WCW aveva anche dato vita a una discreta divisione hardcore composta da lottatori come Brian Knobbs, Norman Smiley e da gente proveniente dalla ECW come Bam Bam Bigelow, Mike Awesome, Terry Funk e Lance Storm.
Di questi, almeno cinque diventeranno World Champion in WWF/E, mentre i booker WCW in loro non vedevano qualità. La programmazione televisiva comincia a calare di qualità portando a una perdita di fan e molto denaro viene sperperato per mettere sotto contratto wrestler con l'unico scopo di non farli firmare per la WWF. Nel 1998 Bischoff mette sotto contratto Ultimate Warrior per organizzare il rematch con Hulk Hogan per il loro match svoltosi a WrestleMania VI. La loro sfida ad Halloween Havoc 1998 viene ricordata come uno dei più brutti incontri nella storia del wrestling, infatti Warrior lascerà la compagnia poco dopo. Intanto la società di Turner, la Time Warner, comincia a ostacolare la compagnia di Atlanta. Infatti nell'estate del 1998 verrà ordinato di produrre un prodotto più per le famiglie mentre la WWF metterà in scena l'Attitude Era, che aumenterà ogni lunedì sempre di più i ratings. Inoltre la Time Warner riduce drasticamente il budget a disposizione della WCW, mettendo a dura prova la compagnia. Anni dopo, Bischoff sosterrà che ciò fu fatto perché molti dirigenti della Time Warner non vedevano di buon occhio il wrestling e che queste restrizioni furono attuate per accelerare la scomparsa della federazione. Bischoff viene rimosso dal suo incarico di Executive Producer il 10 settembre 1999, venendo sostituito da Bill Busch che verrà nominato Senior Vice President. Busch porterà in federazione booker del calibro di Vince Russo e Ed Ferrara, che si dichiaravano autori dell'Attitude Era, facendoli firmare lucrosi contratti. Russo e Ferrara cominciano a pushare lottatori molti più giovani, accantonando gente come Ric Flair e Hogan.
Alla fine del 1999, sugli schermi verrà riportata la storyline del nWo composta da Jeff Jarrett, Bret Hart, Kevin Nash, Scott Hall e Harris Brothers. Tuttavia la sfortuna andrà incontro, poiché nel dicembre del 1999 Hart subisce una commozione cerebrale che chiuderà la sua carriera in un match contro Goldberg. Russo e Ferrara verranno sospesi tre mesi dopo dai loro incarichi poiché volevano rendere WCW Champion l'ex lottatore UFC Tank Abbott, che aveva poca esperienza nel mondo del wrestling e che non aveva sortito nessun effetto sui fan. Busch verrà rimosso dalla sua carica e verrà rimpiazzato da Brad Siegel, il programming executer della Time Warner. Kevin Sullivan, che occasionalmente aveva fatto il booker, verrà posto a capo di essi. Il nuovo booking team cerca di placare i fan e i lottatori demoralizzati, facendo vincere il WCW World Heavyweight Championship a Chris Benoit. Nonostante ciò, Benoit lascia la cintura vacante firmando un contratto con la WWF assieme ai suoi amici Eddie Guerrero, Dean Malenko e Perry Saturn. Nel 2000, dodici lottatori afroamericani e alcuni lottatori nipponici e messicani fanno causa alla WCW per discriminazione razziale, poiché a causa della loro etnia venivano pagati di meno e alcune volte non pagati proprio. Alcuni hanno pensato che la vittoria del WCW World Heavyweight Championship da parte del lottatore afroamericano Booker T sia stato fatto per respingere queste accuse. Sotto la guida di Russo, gli ascolti saranno sempre più bassi toccando addirittura l'1.8.

#### Ultimi anni
Nell'aprile 2000, Russo e Bischoff vengono reintegrati nel creative team. I due formano una stable on-screen chiamata New Blood in cui sono raggruppati giovani wrestler emergenti come Jeff Jarrett, Booker T, Mike Sanders e i Natural Born Thrillers che feudano con i Club of Millionaire, stable composta dalle stelle più anziane come Hollywood Hogan, Sting e Diamond Dallas Page. Inizialmente vincente, la storyline man mano comincia a degenerare sfociando nuovamente in un'altra riunione del nWo in cui i Blood erano gli heel e i Millionaire i face. Le storyline diventeranno sempre più ingarbugliate e inconcludenti. Russo e l'attore David Arquette conquisteranno addirittura il WCW World Heavyweight Championship, con il titolo che toccherà la credibilità ai minimi storici. Nell'edizione di Bash at the Beach 2000, Russo e Jarrett si rendono protagonisti di un match farsa nei confronti di Hollywood Hogan che conquisterà il WCW World Heavyweight Championship con Jarrett che non opporà alcuna resistenza nel pinfall. Dopo il match Russo si esibisce in un promo shoot in cui licenzia Hogan, che farà causa alla WCW.
Infuriato dalla decisione presa da Russo, Bischoff si dimetterà nel luglio 2000. Al pay-per-view Blood Rising 2000, un'infortunato Goldberg lascerà un Triple Threat Match con Scott Steiner e Kevin Nash violando il copione del match, lasciando Steiner a perdere contro Nash. Come risultato di quest'azione, la storyline verrà drasticamente cambiata. Subito dopo, Russo informa Goldberg che se avesse perso un altro match sarebbe stato licenziato (kayfabe). Tutto questo viene fatto perché Goldberg avesse potuto recuperare dall'infortunio. Alla fine del 2000, Russo si dimette con il suo posto che viene preso da Terry Taylor. Nel pay-per-view Sin 2001, Goldberg perderà il match venendo eliminato. Nel febbraio 2001, con il rilascio di Goldberg, la WCW si ritrova senza il suo uomo di punta rilasciato per una riduzione dei costi. Inoltre, a partire dallo stesso mese, la WCW comincia a tenere i suoi show solamente negli Stati Uniti del sud.

#### Tentativo di acquisto da parte di Eric Bischoff
Nel 1996, la Time Warner aveva comprato tutto l'impero di Ted Turner, inclusa la WCW. Turner ha comunque contribuito all'espansione economica della federazione, visto che grazie a essa aveva creato la sua prima emittente televisiva, la WTBS. Tuttavia, la Time Warner non condivideva questa scelta soprattutto a causa delle perdite economiche che si aggiravano intorno ai 20 milioni di dollari l'anno, ma non poteva farci niente visto che Turner era ancora il maggior azionista della società. Quando la Warner si fonde con l'AOL nel 2000, Turner è stato costretto a lasciare il proprio impero. Anche se la WCW tenta di risollevarsi nel 2001, i debiti erano troppo pesanti anche per la AOL Time Warner. La compagnia mette in vendita la WCW, arrivando vicina a venderla nel 2000 a Eric Bischoff e il suo gruppo, la Fusient Media Ventures. Ma il gruppo si tirerà indietro quando la WCW verrà cancellata dalla programmazione televisiva. In assenza di reti su cui mandare le trasmissioni, la WCW era di poco valore per la Fusient che aveva bisogno dell'ente televisivo di Turner.

#### Acquisto da parte della WWF
Il 23 marzo 2001, tutti i contenuti WCW e il loro database di filmati vengono venduti alla federazione rivale, la World Wrestling Federation Inc. di proprietà di Vince McMahon, per soli 2,5 milioni di dollari. Tuttavia, la maggior parte delle stelle della federazione come Ric Flair, Goldberg, Kevin Nash e Sting erano di proprietà della AOL Time Warner e non della WCW, con la AOL costretta a pagarli per molti anni fino alla scadenza dei loro contratti. L'emittente televisiva TNT permette un'ultima puntata di Nitro per il 26 marzo, che vedrà la puntata aprirsi con un discorso di Vince McMahon mandato in simultanea a Raw. L'episodio vedrà la conquista del WCW World Heavyweight Championship da parte di Booker T ai danni di Scott Steiner e il main event affrontarsi i rivali storici Sting e Ric Flair. Dopo il match, Vince è apparso a Raw dichiarandosi vincitore nella guerra contro la WCW, ma verrà interrotto da suo figlio Shane, che dichiarerà di essere stato lui a comprare la federazione di Atlanta. Questo ha portato alla storyline dell'invasione dei wrestler WCW negli show WWF, che è durata da marzo a novembre 2001 e che segnerà la fine della WCW. Nonostante i tentativi della WWF di creare un brand esclusivamente WCW, i fan non apprezzarono quest'idea esultando quando il WCW Champion Booker T venne attaccato durante il main event di questo brand dagli heel Steve Austin e Kurt Angle. Durante questo periodo, inoltre, molti titoli della WCW vennero comunque difesi in WWE (nonostante avessero il nome WCW), fino alle loro varie unificazioni avvenute nel 2001. Nel 2004, la WWE ha prodotto un DVD chiamato "The Monday Night Wars" che ha ricevuto molte critiche, visto che sembrava fatto con l'esclusivo scopo di far notare la superiorità della WWE nei confronti della WCW. Nel 2009, la WWE ha prodotto un nuovo DVD chiamato "The Rise and Fall of WCW" che racconta la storia della federazione dalle radici alla vendita alla WWF.

## Campioni finali
Questa è la lista dei campioni WCW aggiornata all'ultimo Nitro il 26 marzo 2001. Tutti questi titoli comunque continuarono ad essere attivi, con l'eccezione del Cruiserweight Tag Team Championship, mai apparso negli show della WWE.
| Titolo                                     | Campione/i finale/i            |
| ------------------------------------------ | ------------------------------ |
| WCW World Heavyweight Championship         | Booker T                       |
| WCW United States Heavyweight Championship | Booker T                       |
| WCW World Tag Team Championship            | Chuck Palumbo e Sean O'Haire   |
| WCW Cruiserweight Championship             | Shane Helms                    |
| WCW Cruiserweight Tag Team Championship    | Billy Kidman e Rey Mysterio Jr |

Questa è la lista degli ultimi campioni WCW sotto le insegne della WWF.
| Titolo                          | Campione/i finale/i                               |
| ------------------------------- | ------------------------------------------------- |
| World Championship              | Chris Jericho                                     |
| WCW United States Championship  | Edge                                              |
| WCW World Tag Team Championship | The Dudley Boyz (Bubba Ray Dudley e D-Von Dudley) |
| WCW Cruiserweight Championship  | Tajiri                                            |

## Pay Per View
Questa è una lista degli annuali eventi in pay-per-view tenuti dalla WCW. Alcuni di questi eventi erano già organizzati dalla Jim Crockett Promotions prima che Ted Turner comprasse la federazione nel 1988 cambiandone il nome in WCW nel 1991. I pay per view pubblicizzati nel 1998 avevano la sigla WCW/nWo. Quando la WCW fu comprata dalla WWF, quest'ultima assunse i diritti sui nomi di questi eventi. Fino ad oggi la WWF ha usato solo un nome di un evento WCW, ossia The Great American Bash. Un pay per view della 2001, Invasion, fu pubblicizzato come un pay per view della WWF, WCW e ECW chiamato WWF vs. WCW/ECW Invasion, ma tecnicamente era un pay per view della WWF. Il principale PPV della WCW era Starrcade.
| Mese                   | Evento                              |
| ---------------------- | ----------------------------------- |
| gennaio                |                                     |
| Souled Out (1997–2000) |                                     |
| Sin (2001)             |                                     |
| febbraio               | Chi-Town Rumble (1989)              |
| febbraio               | WrestleWar (1990–1991)              |
| febbraio               | SuperBrawl (1992–2001)              |
| marzo                  | Uncensored (1995–2000)              |
| marzo                  | Greed (2001)                        |
| aprile                 | Spring Stampede (1994; 1997–2000)   |
| maggio                 | WrestleWar (1989; 1992)             |
| maggio                 | Capital Combat (1990)               |
| maggio                 | SuperBrawl (1991)                   |
| maggio                 | Slamboree (1993–2000)               |
| giugno                 | The Great American Bash (1995–2000) |
| giugno                 | Beach Blast (1992)                  |
| luglio                 | The Great American Bash (1985–1992) |
| luglio                 | Beach Blast (1993)                  |
| luglio                 | Bash at the Beach (1994–2000)       |
| agosto                 | Hog Wild (1996)                     |
| agosto                 | Road Wild (1997–1999)               |
| agosto                 | New Blood Rising (2000)             |
| settembre              | Fall Brawl (1993–2000)              |
| ottobre                | Halloween Havoc (1989–2000)         |
| novembre               | Starrcade (1983–1987)               |
| novembre               | Battlebowl (1993)                   |
| novembre               | World War 3 (1995–1998)             |
| novembre               | Mayhem (1999–2000)                  |
| novembre               | Millennium Final (2000)             |
| dicembre               | Starrcade (1988–2000)               |